# Ulsterská kronika
Ulsterská kronika je kronika středověkého období Irska. Záznamy zachycují období od let 431 až 1540. Údaje o době do roku 1489 byly napsány na konci 15. století písařem Ruaidhrím Ó Luinínem na ostrově Belle Isle nedaleko Ulsteru.
Pro počáteční období byly použity starší kroniky, a to až z 6. století, zdrojem pro pozdější léta byly paměti a vzpomínky dochované v ústním podání. Podle současného velšského historika T. M. Charles-Edwardse (* 1943) byly hlavním zdrojem pro počáteční období záznamy v současnosti neexistující Irské kroniky.
Kronika je psaná irským jazykem a jen několik záznamů je latinských. Vzhledem k tomu, že přepis z použitých zdrojů byl doslovný, je kronika i podkladem pro studium vývoje irského jazyka.
Originální rukopisy jsou uschovány v knihovně Trinity College v Dublinu. V Bodleyově knihovně v Oxfordu je uschována kopie, která je doplněna o některé chybějící záznamy. Existují dvě verze překladu do moderní angličtiny z let 1893 a 1983.